# Mamia Ier de Mingrélie
Mamia Ier Dadiani ou Mamia Ier de Mingrélie (géorgien : მამია I დადიანი; mort en 1345) est un membre de la famille Dadiani eristavi (c'est-à-dire Duc) d'Odishi en Géorgie occidentale de 1323 jusqu'à sa mort.

## Biographie
Mamia succède comme duc d'Odishi, la future Principauté de Mingrélie, à son père, Georges Ier Dadiani, en 1323. A cette époque la guerre civile fait rage dans le royaume d'Iméréthie, dont l'Odishi fait partie entre le roi Constantin Ier d'Iméréthie et son frère Michel. Selon l'historien du début du XVIIIe siècle le prince  Vakhoucht Bagration, cette situation est exploitée par Georges Ier Dadiani pour s'assurer de l'autonomie des  Dadiani, qui sera consolidée plus tard par Mamia Ier. Dans ce contexte, il contrôle non seulement l'Odishi  proprement dit; mais étend son incluence vers le sud vers  Gourie et au nord vers l'Abkhazie. En 1330, toutefois, l'Iméréthie et ses principautés vassales sont réintégrées dans le royaume de Géorgie par le roi , Georges V Le Brillant, à qui le Dadiani offre sa soumission. Mamia meurt en 1345 et son fils, Georges II Dadiani est confirmé par le roi de Géorgie comme son successeur,.